# NGC 4551
NGC 4551 ist eine Elliptische Galaxie vom Hubble-Typ E2 im Sternbild Jungfrau nördlich der Ekliptik. Sie ist schätzungsweise 50 Millionen Lichtjahre von der Milchstraße entfernt und hat einen Durchmesser von etwa 25.000 Lichtjahren. Unter der Katalognummer VVC 1630 ist sie als Mitglied des Virgo-Galaxienhaufens gelistet. Gemeinsam mit NGC 4550 bildet sie das optische Galaxienpaar Holm 422. 

Im selben Himmelsareal befinden sich u. a. die Galaxien NGC 4550, NGC 4552, IC 3574, IC 3586.
Das Objekt wurde am 17. April 1784 vom deutsch-britischen Astronomen Wilhelm Herschel entdeckt.